# Campeonato Europeo de Ómnium femenino

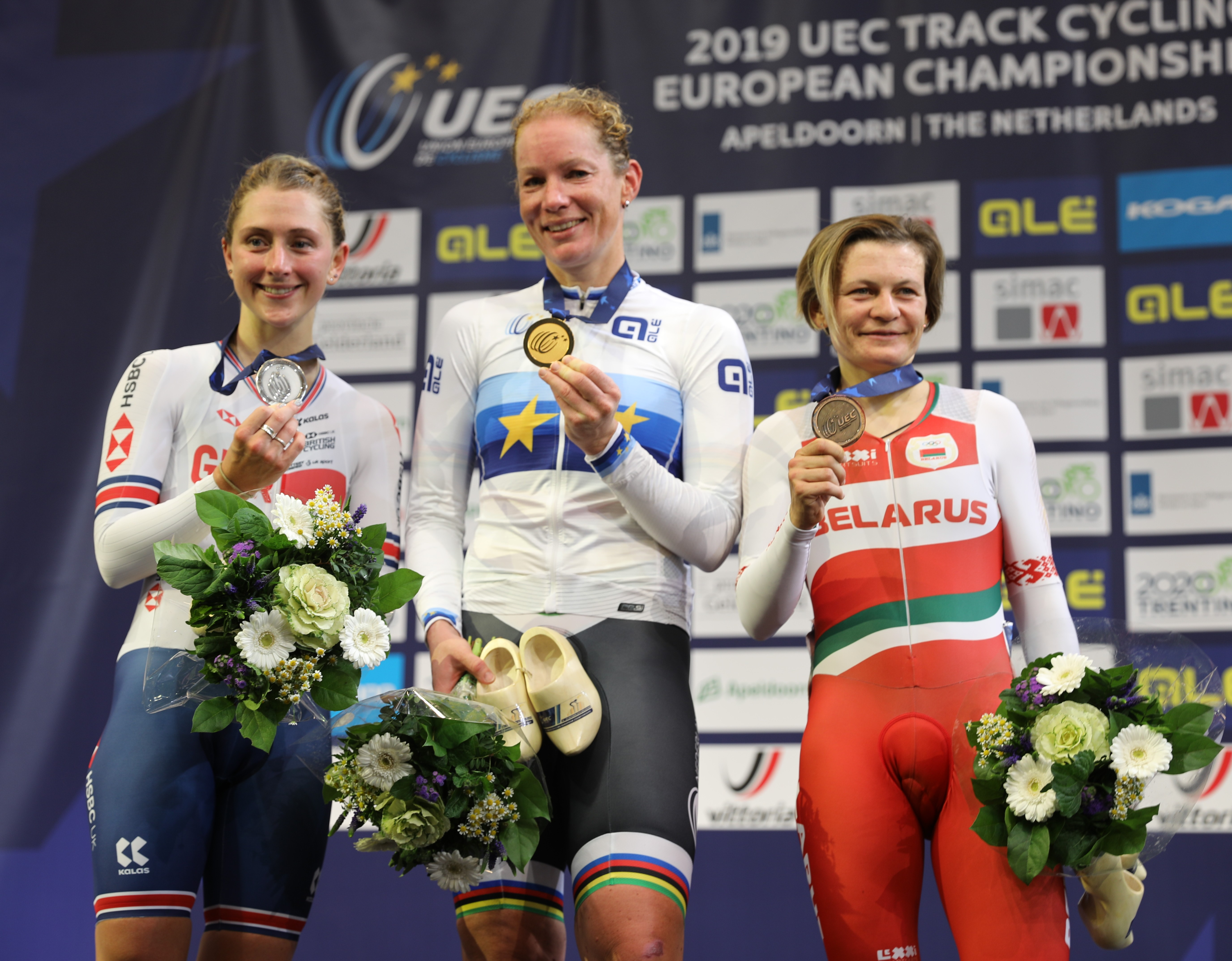
Podium del Campeonato Europeo 2019 UEC Track Elite European Championships: Laura Kenny, Kirsten Wild, Tatsiana Sharakova

El Campeonato de Europa de Òmnium femenino es el campeonato de Europa de Òmnium, en categoría femenina, organizado anualmente por la UEC.
Cuando se creó  había dos modalidades, la Òmnium Endurance (formado por una cursa por puntos, una de Persecución individual, una cursa scratch y una cursa por eliminación) y la Òmnium Sprint (formado por una prueba de 200 metros lanzados, una de keirin, una cursa por eliminación y una de velocidad).
El 2010, coincidiendo con su entrada a los Campeonatos de Europa de ciclismo en pista, se unificaron en el llamado Òmnium Olímpico (formado por una prueba de 250 metros lanzados, una cursa por puntos, una de Persecución individual, una cursa scratch, una cursa por eliminación y una contrarreloj de 1000 metros.)

## Palmarés

### Ómnium Endurance
| Evento | Oro                 | Plata                         | Bronce                  |
| ------ | ------------------- | ----------------------------- | ----------------------- |
| 1995   | Ingrid Haringa      | Nathalie Lancien-Even         | Anke Wichmann           |
| 1996   | Olga Slyusareva     | Svetlana Samokhvalova         | Nathalie Lancien-Even   |
| 1997   | Antonella Bellutti  | Ingrid Haringa                | Sally Boyden            |
| 1998   | Olga Slyusareva     | Leontien Zijlaard-van Moorsel | Svetlana Samokhvalova   |
| 1999   | Olga Slyusareva     | Antonella Bellutti            | Debby Mansveld          |
| 2001   | Olga Slyusareva     | Svetlana Ivakhovenkova        | Vera Carrara            |
| 2002   | Olga Slyusareva     | Svetlana Ivakhovenkova        | Natalia Karimova        |
| 2003   | Olga Slyusareva     | Elena Tchalykh                | Iryna Yanovych          |
| 2004   | Lyudmyla Vypyraylo  | Apollinaria Bakova            | Eleonora Soldo          |
| 2005   | Olga Slyusareva     | Lada Kozlíková                | Gema Pascual Torrecilla |
| 2006   | Lada Kozlíková      | Yulia Aroustamova             | Carolina Lüthi          |
| 2007   | Vera Carrara        | Gema Pascual Torrecilla       | Elke Gebhardt           |
| 2008   | Elena Tchalykh      | Ellen van Dijk                | Anastasia Chulkova      |
| 2009   | Ievguénia Romaniuta | Jolien D'Hoore                | Monia Baccaille         |

### Ómnium Sprint
| Evento | Oro                | Plata           | Bronce             |
| ------ | ------------------ | --------------- | ------------------ |
| 2008   | Yvonne Hijgenaar   | Elise Van Hage  | Helena Casas Roige |
| 2009   | Simona Krupeckaitė | Olga Streltsova | Viktoria Baranova  |

### Ómnium Olímpico
| Evento | Oro                | Plata              | Bronce              |
| ------ | ------------------ | ------------------ | ------------------- |
| 2010   | Leire Olaberría    | Tatsiana Sharakova | Małgorzata Wojtyra  |
| 2011   | Laura Trott        | Tatsiana Sharakova | Kirsten Wild        |
| 2012   | Tatsiana Sharakova | Aušrinė Trebaitė   | Katarzyna Pawłowska |
| 2013   | Laura Trott        | Kirsten Wild       | Jolien D'Hoore      |
| 2014   | Laura Trott        | Jolien D'Hoore     | Anna Knauer         |
| 2015   | Laura Trott        | Amalie Dideriksen  | Aušrinė Trebaitė    |
| 2016   | Katie Archibald    | Kirsten Wild       | Lotte Kopecky       |